# Морристаун (город, Миннесота)
Морристаун (англ. Morristown) — город в округе Райс, штат Миннесота, США. На площади 2,4 км² (2,2 км² — суша, 0,1 км² — вода), согласно переписи 2002 года, проживают 981 человек. Плотность населения составляет 436,5 чел./км².
- Телефонный код города — 507
- Почтовый индекс — 55052
- FIPS-код города — 27-44296[1]
- GNIS-идентификатор — 0648124[2]